# Augusta de Serravalle
Santa Augusta de Serravalle, también conocida como Augusta de Ceneda, Augusta de Tarvisium y Augusta de Treviso (muerta hacia el año 100 d. C.), es una virgen y mártir cristiana.

## Hagiografía
Sus actas fueron redactadas en el siglo XVI por Minuccio Minucci di Serravalle, secretario del papa Clemente VII y protonotario apostólico. De acuerdo con estos escritos, Augusta era hija de Matrucus, líder pagano de los alamanes, quien conquistó a los friulanos, los cuales habían sido anteriormente cristianizados, pasando a ser gobernados por Matrucus.
La madre de Augusta falleció tras su nacimiento, por lo que la pequeña fue puesta al cuidado de Cita de Piai, quien la educó en secreto en la fe cristiana pese a que Matrucus trató de criarla en las costumbres y tradiciones paganas. Cita llevó a Augusta a escondidas a una cueva cavada en la roca situada detrás del monte Marcantone, donde visitaron a un ermitaño que convenció a Augusta de abrazar definitivamente la fe cristiana. Cita y Augusta siguieron visitando al ermitaño en secreto, siendo Augusta bautizada y, por tanto, convertida al cristianismo. Matrucus, quien había enviado varios espías para que la vigilasen, encerró a su hija durante un tiempo tras descubrirla rezando (una versión sostiene que Augusta convirtió el pan en flores cuando fue sorprendida por su padre ayudando a los pobres de su vecindario), procediendo Matrucus posteriormente a arrancarle todos sus dientes debido a la oposición de Augusta a abandonar el cristianismo. Furioso por la negativa de su hija a renunciar a su fe, Matrucus procedió a torturarla, enviándola inicialmente a la hoguera, de donde salió ilesa, y después ordenando que fuese atada a una rueda y arrojada desde una colina, no sufriendo Augusta ningún daño, por lo que Matrucus tomó la determinación de
decapitarla con su espada en Serravalle, distrito del actual Vittorio Veneto, hacia el año 100 d. C. (algunas fuentes sitúan el martirio de Augusta en el siglo V). Arrepentido de su acto, Matrucus dio un entierro digno al cuerpo de su hija y se retiró a su natal Alemania en busca de paz.

## Veneración

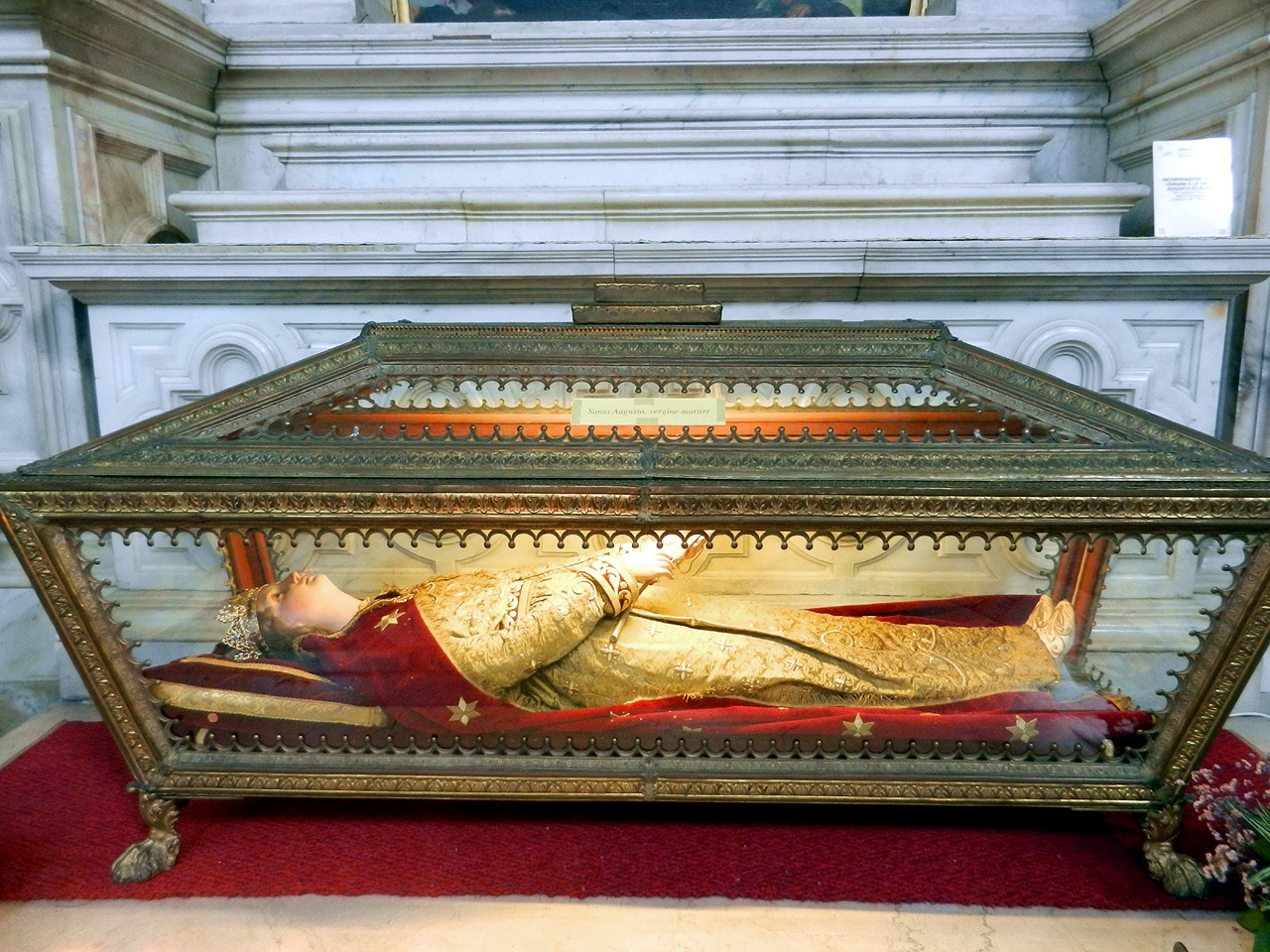
Urna con los restos de Santa Augusta en la Catedral de Serravalle (Vittorio Veneto, Italia).

Según la leyenda, las reliquias de Santa Augusta fueron halladas pocos años después de su muerte en una colina desde donde se puede divisar Serravalle, la cual fue llamada Santa Augusta en su honor. Así mismo, una iglesia dedicada a ella fue construida en el siglo V.
Las actas de Minucci fueron incluidas en un volumen titulado De probatis sanctorum historiis, un estudio hagiográfico llevado a cabo por el erudito alemán Laurentius Surius en el siglo XVI. El nombre de Augusta figura en el Catálogo de Santos elaborado por Ferrarius, aunque no en el martirologio romano. Pese a que la traslación de las reliquias de la santa se produjo un 1 de agosto y el descubrimiento de las mismas un 22 del mismo mes, su festividad se celebra principalmente el 27 de marzo.  